# La montaña de la locura
La montaña de la locura, titulado Mountain of Madness en la versión original, es el duodécimo episodio de la octava temporada de la serie de animación Los Simpson, emitido originalmente el 2 de febrero de 1997.  En el episodio, el Sr. Burns lleva a los empleados de la planta nuclear a realizar una competición por parejas en la montaña para fomentar el trabajo en equipo. Burns y Homer resultan emparejados y quedan atrapados en una cabaña que es sepultada por una serie de avalanchas.
El episodio fue escrito por John Swartzwelder y dirigido por Mark Kirkland. El guion de Swartzwelder sufrió muchas reescrituras, durante las cuales la historia se reescribió completamente desde cero. También se tuvieron que crear varios diseños y fondos nuevos para las escenas en la naturaleza. Tras su emisión, el episodio recibió críticas mayoritariamente positivas.

## Sinopsis
El Sr. Burns decide organizar un simulacro de incendio en la planta nuclear para divertirse. Cuando se activa la alarma, los empleados entran en pánico, lo que hace que no piensen muy claramente y tarden más de 15 minutos en evacuar la planta. Sorprendido y enojado, Burns anuncia que todos los empleados deberán participar en una competición en la montaña, donde aprenderán sobre la organización y el trabajo en equipo. Debido a un malentendido, Homer lleva a su familia con él, al confundir la competición con un retiro vacacional. Los empleados deben competir por parejas elegidas mediante un sorteo. Homer termina teniendo como compañero al Sr. Burns, mientras que Smithers tiene que ir solo debido al número impar de participantes (a pesar de creer que el sorteo estaba arreglado para que él y su jefe formaran pareja). El objetivo de la competición es llegar a una cabaña en la cima de la montaña, donde se organizará una fiesta con bocadillos y champán. Burns anuncia que el penúltimo equipo en llegar a la cabaña recibirá un trofeo al «peor empleado del mundo», y el último equipo en llegar será despedido.
En el camino, Burns le propone a Homer hacer trampa, usando una motonieve para llegar antes a la cabaña. Al llegar muchas horas antes que los demás equipos, ambos se ponen cómodos y pronto se hacen amigos. Sin embargo, cuando brindan con sus copas de champán, causan sin querer una avalancha que entierra la cabaña en su totalidad. Burns intenta contactar con el exterior mediante un telégrafo para pedir ayuda, sin resultado. También tratan de cavar un túnel a través de la nieve, pero sólo causan más avalanchas que los hunden más y más en la nieve. Al darse cuenta de que pueden pasar días hasta que los encuentren, Burns y Homer deciden construir muñecos de nieve para pasar el tiempo y después los visten con su ropa. Mientras tanto, Bart y Lisa se encuentran con Smithers y deciden ayudarle a llegar a la cabaña, pero acaban siendo más una molestia que una ayuda. Lenny y Carl llegan al lugar indicado, pero no encuentran la cabaña (sin saber que está enterrada debajo de ellos) y se marchan. Los demás empleados llegan a la cabaña de los guardabosques, pensando que es su destino. Cuando se dan cuenta de que Homer y Burns aún no han llegado, sospechan que algo grave les ha ocurrido.
En la cabaña, Homer y Burns comienzan a mirarse el uno al otro a los ojos, llenando sus mentes con paranoia. Desesperados por el frío y el aislamiento, ambos enloquecen y empiezan a pelearse. Durante la refriega, Burns golpea accidentalmente el tanque de propano de la cabaña, que explota y hace que la cabaña salga disparada como un cohete, atravesando la nieve y saliendo a la superficie. Cuando se acaba el combustible, la cabaña se detiene frente a los empleados de la planta. Burns recuerda a todos la competición y anuncia que el último en entrar en la cabaña será despedido. Lenny es el último en entrar y Burns lo despide. Sin embargo, al ver que sus empleados han aprendido realmente el valor del trabajo en equipo, Burns decide que no habrá despidos después de todo. Lenny se dispone a enfrentarse a Burns por despedirlo, pero cae a través de un agujero en la nieve. Los trabajadores celebran su victoria compartida mientras Homer y Burns se miran a los ojos el uno al otro, riendo y sospechando de forma alternativa.

## Producción

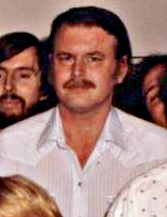
John Swartzwelder escribió el episodio.

Mountain of Madness fue escrito por John Swartzwelder, aunque el libreto pasó por muchas reescrituras. Según Josh Weinstein, «un guion de Swartzwelder es como una loca máquina alemana cuidadosamente diseñada, y si asignas a los ingenieros equivocados para tratar de arreglarla, explota. Y ese es el problema, porque tenía grandes chistes, pero cambiamos la historia y pasamos por un montón de borradores». Como resultado, la historia fue completamente reescrita, y el argumento volvió más raro y extravagante con las escenas de paranoia que se incluyeron. El guion original era «muy loco», pero el material más descabellado fue eliminado. Sin embargo, la mayor parte de los cambios se hicieron durante la escritura del guion, por lo que no fue necesario hacer cambios importantes en la animación. Uno de los cambios fue el final del episodio, que se añadió después de la animación. En este episodio se emparejan algunos personajes que no habían interactuado mucho previamente, como Smithers con Bart y Lisa. Weinstein cree que este es uno de los primeros episodios que desarrollan notablemente a Lenny y Carl como dúo.
El episodio fue dirigido por Mark Kirkland, y fue necesario crear nuevos diseños y fondos para las escenas en la montaña. Los fondos fueron diseñados por la animadora Debbie Silver. El diseño del guardabosques se basó en el entonces vicepresidente Al Gore, al que se le ofreció participar como estrella invitada, pero rechazó la oferta. En una escena, Marge ve una vieja película que incluye un comentario del naturalista John Muir. La voz de Muir fue realizada por Dan Castellaneta, que basó la voz en la de un imitador que conoció en el parque nacional de Yosemite. Sin embargo, los productores le pidieron que hiciera que la voz sonara más vieja y loca.